# Ильменский 1-й
Ильменский 1-й — хутор в составе городского округа город Михайловка Волгоградской области.
Население — 245 (2010) человек.

## История
Хутор Ильменский относился к юрту станицы Арчадинской Усть-Медведицкого округа Земли Войска Донского (с 1870 — Область Войска Донского). В 1859 году на хуторе проживало 130 мужчин и 174 женщины. Население хутора быстро росло. Согласно переписи населения 1897 года на хуторе проживали уже 591 мужчина и 484 женщины, из них грамотных: мужчин — 192, женщин — 20.
Согласно алфавитному списку населённых мест Области Войска Донского 1915 года на хуторе имелось хуторское правление, Николаевская церковь, церковно-приходское училище, проживало 607 мужчин и 644 женщины, земельный надел составлял 4875 десятин.
В 1928 году хутор Ильменский 1-й в состав Михайловского района Хопёрского округа (упразднён в 1930 году) Нижне-Волжского края (с 1934 года — Сталинградский край). Хутор являлся центром 1-го Ильменского сельсовета (после упразднения 2-го Ильменского сельсовета — Ильменский сельсовет). В 1960 году Княжеский и Ильменский сельсоветы были упразднены, их территории переданы в состав Арчединского сельсовета.
В 2012 году хутор включён в состав городского округа город Михайловка

## География
Хутор расположен в степи, на удалении около 4,5 км от правого берега реки Медведицы. Хутор занимает выровненной речной террасы, на западе над террасой возвышается крутой, изрезанный оврагами, правый борт долины реки Медведицы. Высота центра населённого пункта около 75 метров над уровнем моря. Почвы — чернозёмы южные и пойменные нейтральные и слабокислые.
По автомобильным дорогам расстояние до административного центра городского округа города Михайловки — 19 км, до областного центра города Волгограда — 200 км. Ближайшие населённые пункты: в 8 км к югу расположена станица Арчединская, в 2,7 км к востоку — хутор Старореченский, в 4 км к северо-востоку (по прямой) — хутор Семеновод.
Климат
Климат умеренный континентальный (согласно классификации климатов Кёппена — Dfa). Многолетняя норма осадков — 411 мм. Наибольшее количество осадков выпадает в июне — 48 мм, наименьшее в феврале и марте — по 22 мм. Среднегодовая температура положительная и составляет + 8,6 °С, средняя температура самого холодного месяца января −9,1 °С, самого жаркого месяца июля +22,5 °С.
Часовой пояс
Ильменский 1-й, как и вся Волгоградская область, находится в часовой зоне МСК (московское время). Смещение применяемого времени относительно UTC составляет +3:00.

## Население
Динамика численности населения по годам:
| 1859 | 1873 | 1897 | 1915 | 1987 |
| ---- | ---- | ---- | ---- | ---- |
| 304  | 606  | 1075 | 1251 | ≈430 |

| 2010 |
| ---- |
| 245  |